# Жупан, Вальтер
Ва́льтер Жу́пан (хорв. Valter Župan, 10 августа 1938, с. Чунски, о. Лошинь, Югославия) — хорватский епископ, возглавлявший епархию Крка с 1998 по 2015 год.
Родился 10 августа 1938 года в селе Чунски на острове Лошинь. Обучался в семинариях Задара и Пазина.
8 июля 1962 года рукоположен в священники. с 1962 по 1970 год служил в Мали-Лошине, с 1970 по 1974 — в Омишале, с 1974 по 1979 в Цресе, с 1979 по 1989 год в Мали-Лошине. С 1989 по 1997 год занимал пост генерального викария Кркской епархии.
31 января 1998 года назначен епископом Крка вместо епископа Йосипа Бозанича, переведённого на Загребскую кафедру. 15 марта 1998 года рукоположен в епископы, главным консекратором был архиепископ Бозанич. В качестве епископского лозунга выбрал фразу «Moliti i služiti» («Молиться и служить»). 
24 января 2015 года подал в отставку с поста епископа Крка в связи с преклонным возрастом. Преемником на кафедре Крка стал епископ Ивица Петаняк.